# Districtul Lan Saka
Lan Saka (în thailandeză ลานสกา) este un district (Amphoe) din provincia Nakhon Si Thammarat, Thailanda, cu o populație de 40.406 locuitori și o suprafață de 342,90 km².

## Componență
Districtul este subdivizat în 5 subdistricte (tambon), care sunt subdivizate în 42 de sate (muban).
| Nr. | Nume       | În thailandeză | Sate | Locuitori |  |
| --- | ---------- | -------------- | ---- | --------- |  |
| 1.  | Khao Kaeo  | เขาแก้ว         | 6    | 7,293     |  |
| 2.  | Lan Saka   | ลานสกา         | 7    | 5,775     |  |
| 3.  | Tha Di     | ท่าดี            | 7    | 8,031     |  |
| 4.  | Kamlon     | กำโลน          | 11   | 8,804     |  |
| 5.  | Khun Thale | ขุนทะเล         | 11   | 10,135    |  |

|| 
|}